# Thân vương quốc Heitersheim

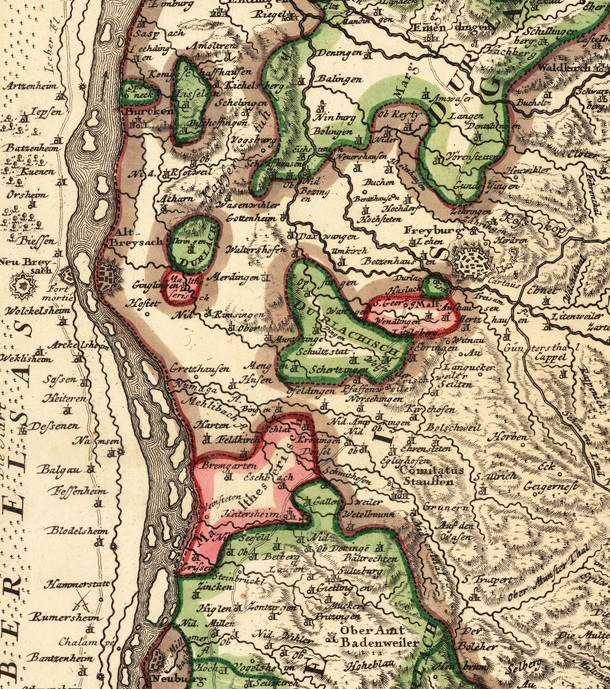
Bản đồ của Heitersheim (màu đỏ) trước năm 1803

Thân vương quốc Heitersheim (Fürstentum Heitersheim) là một thành bang của Đế quốc La Mã Thần thánh, tồn tại từ năm 1548 đến năm 1806. Đây là lãnh thổ của Hiệp sĩ Cứu tế và là một thành viên của Vùng đế chế Thượng Rhenish . Trước khi được mở rộng vào năm 1803, nó có diện tích khoảng 4 Reichsmeilen vuông (50 km 2) và có dân số khoảng 5000 người.

## Danh sách Thân vương
- Georg Schilling von Cannstatt (1546–1553)
- Georg II Bombastus von Hohenheim (1553–1567)
- Adam von Schwalbach (1567–1573)
- Philipp Flach (1573–1594)
- Philipp II Riedesel von Camberg (1594–1598)
- Bernhard von Angeloch (1598–1599)
- Philipp III von Lesch (1599–1601)
- Wippert von Rosenberg (1601–1607)
- Arbogast von Andlau (1607–1612)
- Johann Friedrich Hund von Sarrlheim (1612–1635)
- Walraff de Scheiffart de Mèrode (1635–1646)
- Hermann I von der Thann (1646–1647)
- Friedrich II von Hessen Darmstadt (1647–1682)
- Franz von Sonnenberg (1682–1683)
- Franz II von Droste zu Bischering (1683)
- Hermann II von Wachtendonck (1683–1703)
- Bernhard Wilhelm von der Rhede (1703–1721)
- Goswin Hermann Otto von Merveldt (1721–1728)
- Philipp Wilhelm von Nesselrode (1728–1754)
- Philipp Joachim Vogt von Prassberg (1754–1755)
- Johann Baptist von Sonnenberg Herlesheim (1755–1773)
- Franz Christoph Sebastian von Nemching Apfeltrang (1773–1777)
- Franz Christoph Benedikt von Reinach zu Foussemaigne und Kappach (1777–1796)
- Johann Joseph Benedikt von Reinach (1796)
- Ignaz Balthasar Rinck von Baldenstein (1796–1806)